# スーパーマリオコレクション
『スーパーマリオコレクション』（SUPER MARIO COLLECTION、英名：Super Mario All-Stars）は、ファミリーコンピュータの発売10周年（発売日の翌日がちょうど10周年でもある）を記念して、1993年7月14日にスーパーファミコン用のアクションゲームとして任天堂が発売したゲームソフト。略称は「マリコレ」。アメリカでは同年8月2日に、ヨーロッパでは同年12月16日に発売された。販売本数約212万本（国内のスーパーファミコン用ソフトとしては歴代第10位）。

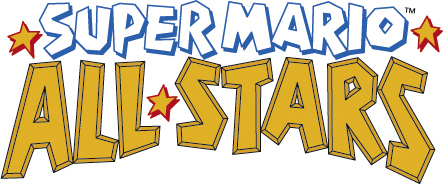
海外版のロゴ

2010年10月21日には『スーパーマリオブラザーズ』の発売25周年を記念してWiiへの移植版が発売された。さらに、2020年9月3日には『スーパーマリオブラザーズ』の発売35周年を記念して、『スーパーファミコン Nintendo Classics』（Nintendo Switchのオンラインサービス特典ソフト）の収録作品に追加された。

## 概要
ファミリーコンピュータ（FC）で発売された以下のマリオシリーズ4作品を、高画質・高音質にバージョンアップし、セーブバックアップ機能付としたリメイク版として収録。パッケージには『SUPER MARIO BROS. 1 , 2 , 3 , USA』と記載されている。
- スーパーマリオブラザーズ（1985年）
- スーパーマリオブラザーズ2（1986年）
- スーパーマリオUSA（1988年）
- スーパーマリオブラザーズ3（1988年）

また、タイトル画面後のゲームセレクト画面では、それぞれのパッケージ画像と共にその下部に、「SUPER MARIO 1985」「SUPER MARIO 2 1986」「SUPER MARIO USA 1988 1992」「SUPER MARIO 3 1988」と記載されている。
北米およびで欧州市場では『Super Mario All-Stars』という題で発売された。欧米では日本における『スーパーマリオUSA』が"Super Mario Bros. 2"として発売されており、それまで日本での『スーパーマリオブラザーズ2』が未発売となっていたが、今回欧米で初登場となり、その際にタイトルが "Super Mario Bros.: The Lost Levels" に改題されている。
欧米ではさらに通常版の4作品に加え『スーパーマリオワールド』（1990年）を追加し5作品収録となった『Super Mario All-Stars + Super Mario World』がスーパーファミコン本体同梱限定版として発売された。他の4本と異なり、『Super Mario All-Stars + Super Mario World』収録の『スーパーマリオワールド』の内容は画質・音質ともにオリジナル版とほぼ同一だが、オリジナル版ではマリオの色違いでしかなかったルイージのグラフィックが新規に描き起こされている。
後にゲームボーイアドバンスで発売された『スーパーマリオアドバンス』シリーズは、『アドバンス1』（2001年）が本作『コレクション』に収録されたリメイク版『USA』を、『アドバンス4』（2003年）が本作のリメイク版『3』をそれぞれベースにして、さらに追加要素を加えた移植となっている。
2020年にはマリオの35周年を記念して本作と同様のコンセプトで開発された『スーパーマリオ 3Dコレクション』が、Nintendo Switchで期間限定で発売された。

## ゲーム内容

### オリジナルからの変更点
オリジナルのFC版・ディスクシステム版に比べ、全般的に、グラフィックの描き直しや音楽のアレンジが行われているほか、『スーパーマリオワールド』同様、ゲームデータをセーブし、電源を切ってもセーブしたワールドから再スタートできるようになっている。
ゲーム開始時には『1』『2』『USA』『3』のパッケージイラストが表示され、選んだ各タイトルごとにそれぞれ独立したファイルA・B・C・Dの4つのセーブデータから選択してスタートする。また、『USA』以外にもタイトル画面に専用のBGMが用意され、それぞれ別の曲だが、『USA』のタイトルBGMも含め全て『1』『2』の水中ステージのBGMのアレンジとなっている。
『2』のタイトル画面が、オリジナル版の『SUPER MARIO BROS. 2   ★（×クリア数）』から変更され、『SUPER MARIO BROS. 2  FOR SUPER PLAYERS』と表記されるようになった。
ゲーム中の効果音は主に『スーパーマリオワールド』のものが使われているが、キラーが砲台から発射されたり、ボム兵やボブが爆発する効果音は本作のオリジナルである。
セーブデータには、4タイトル×4データでそれぞれ別々に、プレイヤー数（『1』と『3』）・残り人数・最も進んだワールド（『2』のみエリア単位）・所持アイテム（『3』）・キャラ別のクリアしたエリアの数（『USA』）などがセーブされる。また、『1』と『2』はハイスコアも同時にセーブが行われる。一度決定してしまったプレイヤー数は、そのセーブデータを消去しない限り変更できない。なお、別タイトルのセーブデータは全て独立しているため、全タイトルを同じ箇所のセーブデータでクリアしても特典などはない。
全体的に敵の攻撃がオリジナル版よりも正確になっている。
操作方法は、『スーパーマリオワールド』と同じくBジャンプ・Yダッシュの「タイプA」、FC版と同じAジャンプ・Bダッシュの「タイプB」の2種類から選択可能。変更されるのはBボタンの操作のみで、X・Yボタンは常にダッシュ、Aボタンは常にジャンプとして扱われる。初期状態では「タイプA」に割り振られている。
一部、オリジナル版と使用箇所が異なっているBGMがある。
その他の変更点を以下に示す。

#### スーパーマリオブラザーズ、スーパーマリオブラザーズ2

##### システム関連
- 初期人数が5人に増えた（オリジナルは3人）。
- ルイージのグラフィックはオリジナル版ではマリオの色違いだったが、本作ではマリオとは別となった。また、マリオとルイージのグラフィック自体も『3』に近いデザインに変更されており、チビマリオのみは『3』と同じである。
- 『1』での2人プレイについては以下のようにシステムが変更された。
  - 一方のプレイヤーがステージをクリアすると、すぐにもう一方へ順番が渡るようになった。
  - コントローラを1つだけ接続している場合は『スーパーマリオワールド』と同様、1つのコントローラでマリオとルイージを操作できる。オリジナル版と同様に2つのコントローラを接続してのプレイも可能。
- 『1』の各ワールド4エリア（x-4と表記）でも1,2,3エリアと同様、クリア時にタイムボーナス（残り時間×50点）が加算されるようになった。オリジナル版『2』でできた50,000点ボーナスも可能。
- キノピオの人数がワールド1では1人、ワールド2では2人とワールドごとに1人ずつ増えるようになった。
- ブロックを破壊したときにマリオが少し上に突き抜けるようになった。反動のベクトルがオリジナル版と逆になっており、本来なら跳ね返されるはずが、さらに上昇してしまうため、天井のブロックを壊した時にジャンプ力が伸び、引っかかってしまって転落するなどオリジナル版では起こらない現象も見られる。
- 『2』のみ、コンティニューした場合にそのワールドのエリア1ではなく、ゲームオーバーとなったエリアから再開するようになった。
- 1-2の地下マップの出口付近にて、ワープゾーンの数字を表示しないようにパックンフラワーを残したまま進める現象は再現されているものの、この場合でも本来のワープ先に飛ばされるように修正されている。このため、オリジナル版にあった「WORLD -1」には行けなくなった。「アンダーカバー」そのものも、通常の手段では実行できないように修正されている。
- 残り人数の上限値が128人となり、128人に達するとカウンターストップ状態になり1UPしてもそれ以上増えないようになった。オリジナル版では裏技「無限増殖」などで残り人数を増やし過ぎると残り人数がマイナスになり、一度ミスしただけでゲームオーバーすることがあったが、この事象は発生しなくなった。人数表示はオリジナル版では10人以上になると王冠などのイラストで表示していたが、これも人数にかかわらず、数字による表記に変更された。また、『1』でも『2』のシステムを改良したものとなっているために、オリジナル版よりも格段にジャンプが安定するようになり無限増殖が容易になった。
- カメキック（甲羅を蹴って敵を倒す）により1UPを出したあと一定時間内に甲羅を踏むと1UPが継続する。これを利用して素早く「踏んで蹴る」を繰り返して無限増殖も可能。
- オリジナル版では同時表示数の限界で消滅していた敵が出現する場合がある。
- オリジナル版よりもマリオの当たり判定が厳しくなった、もしくはジャンプの高さが低くなってしまったため、『1』の4-1などのパックンフラワー越えをしようと限界までジャンプしてもぶつかって（当たって）しまう確率が高い。
- 『1』の水中ステージの出口で土管の上の隙間が無くなり、隙間にしゃがんで入ることができなくなった（オリジナル版ではスーパーマリオ・ファイアマリオのときにこの隙間にしゃがんで入るとそのまま画面右側に移動して壁にはまり込んで脱出できなくなり、タイムアップを待つしかない状態になる）。
- ボーナスステージは以下のように変更された。
  - BGMが本作独自の専用BGMに変更された（オリジナル版は空中では無敵時と同じ、地下では地下ステージと同じBGM）。
  - 画面背景にマリオ/ルイージの顔と「BONUS」の表示が出るようになった。
  - 空中ボーナスステージでのリフトの大きさが少し広くなり、広いものが3→4ブロック分、狭いものが2→3ブロック分に変更された。
- クッパ戦は以下のように変更された。
  - BGMが本作独自の専用BGMに変更された（クッパが画面に現れた時点でBGMが切り替わるようになった）。なおボス戦BGMは8-4及びD-4（＝ピーチ姫が囚われているステージ）とそれ以外（＝キノピオが囚われているステージ）とで異なっている。
  - クッパの当たり判定が変更され、クッパに触れてダメージを受けるのと同時に斧を取ってクリアすることが非常に難しくなった。
  - クッパにファイアボールを当てるとダメージモーションのリアクションを取るようになった。なおFC版では当てても特にリアクションが無かった。
- 「下降するエレベーターリフトに乗ったまま穴に落ちるとミスにならず、また上から出てくる（しかし上から出てくる直前にジャンプしたりするとミス）」という裏技が、オリジナル版では『1』では不可能で『2』では可能だったが、マリコレ版では『1』『2』関係無く共通で、広さが2ブロック分以上あるリフトでは可能で、1.5ブロック分のリフトでは不可能になった。
- 『2』のオリジナル版（ディスクシステム）では8-4及びD-4をクリアしピーチ姫を助けると、残り人数が点数に加算されるボーナス得点があったが、今作では廃止された。
- 『1』の4-4・7-4、『2』の3-4・5-3・6-4・7-2・8-4にある『ループ面』（正しいコースを通らないと、何度でも同じ場所を繰り返し通る面）では、正しいコースを通ると「ピンポン」というチャイム音、間違ったコースを通ると「ブー」というブザー音が流れるようになった[注釈 3]。このためすぐに正解・不正解を判別できるようになった（但し、『2』の8-2ならびに『1』の8-4[注釈 4]の土管を使用したループ面は流れない）。なお、『2』では無限ループに見せかけたステージが存在するが、音が鳴らないので区別可能となっている[注釈 5]。
- 地上でプクプクが飛び出す区域において、オリジナル版ではランダムかつ大量に飛び出していたが、本作では飛び出し方が制御されており、一度に飛び出す数は少なくなったものの、マリオを正確に狙って飛び出してくるようになった。

##### 裏ステージについて
- 『1』の裏面は、ワールド8をクリアした後直行という形になった。また、ワールド数表記の前に★マークが付き、通常のステージとの区別が可能になった。この場合、得点や残機数は引き継がれるため1000万点（『コレクション』のスコア限界）などの最終目標も可能。またセーブデータでは本来の1〜8に加え裏8ワールド（★1〜★8）の計16ワールドが選択可能。
- 『2』のワールドA〜Cにて、各コースの中間ポイントが無くなった。ミスすると最初からスタートになるため、難易度が若干上がっている。
- 『2』のワールドA〜Dのハンマーブロスが全て直進してくるタイプに変更。
- 『2』のワールド9〜Dで、マップが一部変更された（地形変更、一部のブロックが隠しコインに変更、スーパージャンプ台が一部普通のジャンプ台に差し替えなど）[注釈 6]｡
- 『2』のワールドA〜Dのクッパが火を吐き出すタイプからハンマーを投げるタイプに変更。また、正体がワールド1〜4の使い回しではなく、新たに設定された（A=ノコノコ（赤）、B=プクプク（緑）、C=キラー、D=2匹ともクッパ）。
- 『2』において、8-4クリア後にあった残機数の得点への精算がなく、ワールド9が出現した場合も残機数が引き継がれる。これに伴い、ワールド9専用のゲームオーバーメッセージは削除された。また、ワールド9でもコンティニューが可能。
- 『2』において、ワールドA〜Dへ行くには8-4（ワープをしていない場合は9-4）のクリアのみが条件となり、オリジナルより条件が易しくなった（タイトルにクリア回数を示す星がつかない）。ワールド8もしくはワールド9からの直行になる。
- 『2』において、ワールド1〜8で（逆ワープを含む）ワープゾーンを使用すると、そのセーブデータでは二度とワールド9へ行くことができない（ワールドA〜Dでは使用しても問題ない）。
- 『2』において、ワールドA〜Dの敵が『1』の裏面の仕様になっている（FC版のクリボーが全てメットに変更、敵の歩行スピードが高速化）。
  - 但し、ワープありで8-4をクリアし、ワールド9を経由せずに突入した場合は、オリジナル版と同じく通常仕様となる。しかし、この場合も一度ゲームを終了し、ロード時に直接ワールドA〜Dを選択した場合は裏面仕様となるため、注意が必要である。

#### スーパーマリオUSA
- 人数表示が『1』『2』と同様、使用中のプレイヤーを含めた残り人数表示となり、下限値（ミスするとゲームオーバーになる値）は0ではなく1となった。
- スタート時の初期人数は3人（表示は2）から5人（表示は5）に増えた。
- 各エリアクリア後のスロットで視覚的にリール回転が見えるようになり、絵柄に"7"が追加された。7が3個揃うと残り人数が10増え、チェリー・7・7だと通常の1UP以外に一度だけコインが3枚補充される。さらに、7・チェリー以外の3つ揃いで増える人数が1人ではなく2人に増加した。また、人数が10人を超えた場合も数値が正常に表示されるようになり、上限も99人に設定されてそれ以上は増えなくなった。
- オリジナル版ではキャラクター選択が各エリアの最初のスタート時にしかできなかったが、本作ではエリアスタート時のほかにミスした後のリトライ時にキャラクター選択ができるようになった。これに伴い、失敗してもそのエリアの途中でキャラクターを変更することが可能になった。
- コンティニュー回数の制限がセーブ機能の実装により無意味となったため廃止され、『夢工場ドキドキパニック』と同様の無制限に戻された。
- キャサリン（Birdo）とダウチョ（Ostro）の英語名がエンディングで逆に誤植されているのはそのままとなっている（キャサリンを参照。なお、後の『スーパーマリオアドバンス』では修正されている）。

#### スーパーマリオブラザーズ3
- 人数表示が『1』『2』と同様、使用中のプレイヤーを含めた残り人数表示となり、下限値は表示上0から1に、スタート時の人数は4から5にそれぞれ変更されているが、実質的には5人のまま変わっていない。上限値は99のままであるため、最大人数は100人から99人となり、実質1人分減少している。
- ワールド1から7のクリア前における変身させられた王様の容姿が変更された。オリジナル版ではほとんどが単なる動物の姿だったが、他のマリオシリーズに登場したキャラクターの姿に差し替わっている。
  - ワールド1 - 犬→ガラゲーロ
  - ワールド2 - 毛虫→ターペン
  - ワールド3 - 河童→ライタ（『ワールド』と異なり紫色）
  - ワールド4 - 怪獣→ドンキーコングJr.
  - ワールド5 - 鳥→トンドル
  - ワールド6 - アシカ→チョロプー
  - ワールド7 - ファイアパックン→ヨッシー
- 王様やキノピオのセリフがFC版ではほぼ全てひらがな（一部はカタカナ）だったが、今作ではカタカナで表記すべき所はカタカナ化された。
- ステージ開始時、『スーパーマリオワールド』のように「MARIO START!」（ルイージの場合は「LUIGI START!」）と表示されるようになった。ただし、キノピオの家、土管などでは表示されない。
- 4-4の左右の水面が同じ高さに変更された。
- オリジナル版であったバグの解消のため、3-9と5-1のステージ構成が一部を変更された。他にも多くのステージが微修正され、バグが大幅に修正、削除されている。笛もワールド3の船上では使用不可になった。
- エリアマップ内の土管に入ったときのタイムが無制限になり（常に000表示）、土管内でタイムアップになることがなくなった。
- スーパーマリオ以上の変身マリオの状態で敵からのダメージを受けた場合、欧米NES版と同じくチビマリオではなくスーパーマリオに戻るだけになった。これにより、難易度がFC版より低くなった。
- クツマリオでダメージを受けるとチビマリオではなく、靴を除いた状態に戻るだけになった。これもNES版と同じ仕様である。
- 2人プレイ時のミニゲームの『マリオブラザーズ』を単独でプレイできるモードが実装された（タイトル画面内の「1（2）PLAYER GAME」の下に「BATTLE GAME」とある）。2人対戦専用モードとなっており、ルールも本編中のミニゲームとは若干異なり、全9回戦で5回先取したほうが勝利となる。
- 上記の『1』同様、2人プレイする時は1つのコントローラだけでもプレイできるようになった。ただし、1つのコントローラのみの時は、本編中のバトルゲームである『マリオブラザーズ』（単独のモードも含む）をプレイすることはできない。なお、従来のように2つのコントローラでのプレイも可能。
- タイムアップ時の「TIME-UP」表示が、ハイフンの無い「TIME UP」に変更された。
- 効果音全般が「スーパーマリオワールド」のものの流用になっている。

#### 欧米版"All-Stars"での変更点
- NES版では削除されていたスーツが脱げるときのエフェクトが追加されている。
- ワールド8の戦艦で、NES版では最右端のブロックが1個削られていたが、本作ではファミコン版と同じ仕様に変更された。
- 黒画面からアクションゲーム画面へのトランジションが追加された。
- お城の画面が日本版と共通のものに変更された。

#### スーパーマリオワールド
日本国外のSFCにあたるSNES本体セット『Mario Set』に同梱された限定版『Super Mario All-Stars + Super Mario World』に収録、日本未発売。
- オリジナル版ではルイージのグラフィックがマリオの色違いだったが、本作では他の収録タイトルと同様にグラフィックが差別化されている。また、ルイージの場合は、コースクリア後に腕を組むようになっている（オリジナル版はマリオと同じでピースをする）。
- オリジナル版ではセーブデータをタイトル画面で3つから選択していたが、本作では他のタイトルに合わせてセーブデータ数が4つとなり、『スーパーマリオワールド』のタイトルセレクト時（ゲーム開始前）に選択するようになった。
- 『スーパーマリオワールド』が収録されているため、メインタイトル画面にはヨッシーが追加され、背景色もオレンジ色に変わっている。
- 本タイトルのみ、元がスーパーファミコン用ソフトのためコントローラの操作タイプ変更はできず、その欄には代わりにヨッシーのイラストが表示されている。
- なお、日本ではこのカップリングソフトそのものはリリースされなかったが、ニンテンドウパワーにて『コレクション』と『ワールド』が共に配信されていたため、Fブロック容量の関係で1つのSFメモリカセットに2作を同時に収録することが可能となっていた。任天堂による書き換えサービスは2007年に正式終了したため、現在では行えない。

## 開発
以下は『任天堂公式ガイドブック スーパーマリオコレクション』（ISBN 4-09-102444-0 / 小学館、1993年8月）より。
- オープニング画面では、マリオシリーズの主なキャラクターたちが敵・味方問わずに会話をしており、パーティー会場の情景効果音が使用されている。効果音は、主に英語で多人数がしゃべっている会話の音なのだが、その中に英語で「One more beer please.（ビールおかわり）」という声が含まれていた。テストバージョンのチェックを担当したアメリカ任天堂のスタッフから「『ビールおかわり』はまずいのではないか」という問い合わせがあり、アメリカ版ではこの部分のボイスが差し替えられることになった。日本版では（英語の声であったため）この部分が編集されずそのままとなっている。
- 本作のタイトルが決まるまではかなりの紆余曲折があり、「マリオ三昧」、「マリオオールスターズ」、「マリオワールド」、「マリオランド」などと多数の意見が続出して、最終的に「スーパーマリオコレクション」で収まったという逸話がある。この会議が行われている時点ですでに「マリオワールド」（『スーパーマリオワールド』）と「マリオランド」（『スーパーマリオランド』）は任天堂より発売されていた。「オールスターズ」は欧米版の名称になった。
- 本作のCMは海外版『スーパーマリオランド3 ワリオランド』のCMに流用された時期もあった。
- ファミリーコンピュータのコントローラでの操作感をスーパーファミコンのコントローラで忠実に再現するため、開発段階のソフトと横に並べて交互に触って比較したという。[5]。

## スタッフ
- エグゼクティブ・プロデューサー：山内溥
- プロデューサー：宮本茂
- 音楽：近藤浩治／ 編曲：岡素世
- ディレクター：手塚卓志
- アシスタント・ディレクター：杉山直
- メイン・プログラマー：中郷俊彦
- プログラマー：副島康成、幸田清、野本佳裕、竹谷康範、にいまさる、能登英司
- グラフィック・デザイナー：日野重文、森直樹、富田聡一郎、臼井健太

## 評価
- ゲーム誌『ファミコン通信』の「クロスレビュー」では、8・10・8・6の合計32点（満40点）でゴールド殿堂入りを獲得[9]、レビュアーの意見としては「4本とも完全移植というか、グラフィック&操作性という点からもまさにアッパーバージョン」、「これからのリメイク移植版の手本となってほしいようなソフト」、「贅沢になった『スーパーマリオ』のグラフィックを見て、ノスタルジー気分を味わってほしい」、「1本持っててソンはないけど、大きくトクするわけでもない」などと評されている[9]。
- ゲーム誌『ファミリーコンピュータMagazine』の読者投票による「ゲーム通信簿」での評価は以下の通りとなっており、23.7点（満30点）となっている[10]。

| 項目 | キャラクタ | 音楽 | お買得度 | 操作性 | 熱中度 | オリジナリティ | 総合 |
| 得点 | 4.4        | 4.0  | 3.9      | 4.1    | 3.8    | 3.4            | 23.7 |

## スーパーマリオコレクション スペシャルパック
『スーパーマリオコレクション スペシャルパック』は、2010年10月21日に発売された記念商品。Wii版『スーパーマリオコレクション』に加え、ブックレットとCDが入っている『スーパーマリオヒストリー 1985-2010』が同梱されている。アメリカでは同年12月12日、ヨーロッパでは同年12月3日に発売。

### 概要
スーパーマリオ25周年キャンペーン（2010年9月13日 - 2011年1月10日）の一環として、期間限定で販売された。
対応コントローラは、バーチャルコンソールのスーパーファミコンとNINTENDO 64はWiiリモコンだけでは遊べないのに対して、Wiiの本作はバーチャルコンソールのスーパーファミコンと同様にクラシックコントローラとニンテンドーゲームキューブコントローラに加え、Wiiリモコン（横持ち）にも対応している。
ポケモンショック以降、禁止されるようになった眼を刺激するフラッシュ表現がある場面は、全てスローモーション化するか遅めの点滅エフェクトなどに変更されるか、フラッシュそのものを削除されることもある（『3』のボム兵および『USA』の爆弾やボブが爆発する時に生じる激しめの白い背景フラッシュなど）。また、ワイド表示（16:9）の場合、バーチャルコンソールのアーケードソフト以外のソフトと『大乱闘スマッシュブラザーズX』の名作トライアルの体験版ソフトと同様、左右に黒枠が付くピラーボックス表示となる。

### 収録内容
復刻移植版のため、ゲーム内容はスーパーファミコン版とほぼ同じである。

#### スーパーマリオコレクション
- スーパーマリオブラザーズ
- スーパーマリオブラザーズ2
- スーパーマリオUSA
- スーパーマリオブラザーズ3

#### スーパーマリオヒストリー1985-2010
スーパーマリオ25周年記念ブックレット
シリーズの歴史や未公開資料、開発者のコメントを収めた全32ページのブックレット。
Super Mario History 1985-2010
『スーパーマリオブラザーズ』から最新作の『スーパーマリオギャラクシー2』までの代表とされる楽曲10曲と、『スーパーマリオブラザーズ』の効果音10種の全20曲を収録したサウンドトラックCD。